# Universidade da Nova Inglaterra
A Universidade da Nova Inglaterra (em inglês: University of New England) é uma universidade localizada em Armidale, no estado de Nova Gales do Sul, Austrália. Foi fundada em 1954.